# Annemarie Zimakoff
Annemarie Zimakoff Schytt, bedre kendt som Annemarie Zimakoff er en Folk-singer-songwriter fra Danmark.
Hendes debutalbum, Ivory, udkom i 2008. I 2010 udkom hendes andet album, The Girl Without Music, der modtog fire ud af seks stjerner i musikmagasinet GAFFA. I 2011 fulgte Skoveensomhed, som bestod af digte af Emil Aarestrup. Det fik tre ud af seks stjerner i GAFFA og syv ud af ti stjerner fra diskant.dk. Dette år optrådte hun også på G! Festival, der er Færøernes næststørste musikfestival.
Annemarie Zimakoff Schytt er uddannet cand. mag. i medievidenskab. Dagligdagen som musiker er nu skiftet ud med klasseværelset, da Annemarie Zimakoff Schytt nu arbejder som mediefags- og spansk lærer på Haderslev Katedralskole.

## Diskografi
- Ivory (2008)
- The Girl Without Music (2010)
- Skoveensomhed  (2011)